# Pierre Ryckmans
Pierre Ryckmans, även känd som Simon Leys, född 28 september 1935 i Bryssel, död 11 augusti 2014 i Canberra, var en belgisk sinolog och författare verksam i Australien.
Han föddes i en borgerlig familj i Bryssel. Hans farfar Alphonse Ryckmans var advokat och hans farbror Pierre Marie Joseph Ryckmans guvernör i Belgiska Kongo.
Ryckmans studerade juridik vid det Katolska universitetet i Leuven och sinologi och kinesisk konst i Taiwan. Därefter bosatte han sig i Hongkong för att sedan slå sig ned i Australien 1970. Han undervisade i kinesisk litteratur vid Australian National Universiy, där han bland annat handledde Kevin Rudd som senare blev Australiens premiärminister. 1987-93 var han verksam vid University of Sydney, men återvände sedan till Canberra där han förblev resten av sitt liv.
1971 publicerade han den uppmärksammade boken Les habits neufs du président Mao ("Ordförande Maos nya kläder"), där han riktade skarp kritik mot Kulturrevolutionen och Mao Zedongs vanstyre av Kina. För att undvika att bli svartlistad av de kinesiska myndigheterna publicerade han boken under pseudonymen "Simon Leys".
2005 tilldelades han Prix mondial Cino Del Duca.

## Verk i urval
- Leys, Simon; Gothius Robert (1980). Kinesiska skuggbilder. Stockholm: Contra. Libris 7790632. ISBN 91-970170-8-6
- Leys, Simon (1986) (på engelska). The burning forest: essays on Chinese culture and politics. New York: H. Holt. Libris 5696236. ISBN 0-8050-0242-1
- Leys, Simon. The chairman's new clothes. London. Libris 6101315. ISBN 0-85031-208-6